# Férfi hármasugrás a 2023-as atlétikai világbajnokságon
A 2023-as atlétikai világbajnokságon a férfi hármasugrás selejtezőjét augusztus 19-én, döntőjét augusztus 21-én rendezték meg Budapesten, a Nemzeti Atlétikai Központban.
A győztes a Burkina Fasói Hugues Fabrice Zango lett.

## Rekordok
A versenyt megelőzően a következő rekordok voltak érvényben:
| Világrekord         | Jonathan Edwards (GBR) | 18,29 m | Göteborg, Svédország | 1995. augusztus 7. |
| Világbajnoki rekord | Jonathan Edwards (GBR) | 18,29 m | Göteborg, Svédország | 1995. augusztus 7. |

## A verseny
A 18 éves világbajnoki újonc jamaicai Jaydon Hibbert volt az egyetlen, aki meg tudta ugrani a döntőbe kerülési szintet. 17,70 méteres teljesítménye a döntőben aranyérmet ért volna, de a döntő első ugrása közben megsérült és végül érvényes kísérlet nélkül a 12. helyen végzett.
A döntőben az első kísérletek után Zango állt az élen, de aztán a kubai Martínez, majd a negyedik körben Nápoles is megelőzte. Az ötödik kísérletre Zango 17,64 métert ugrott, ami elégnek bizonyult az aranyéremhez. Ez volt Burkina Faso első világbajnoki aranyérme atlétikában.

## Eredmények
Az eredmények méterben értendők. A rövidítések jelentése a következő:
| - WR: világrekord - CR: világbajnoki rekord - NR: országos rekord - PB: egyéni legjobb eredménye | - SB: 2023-ban az addigi legjobb eredménye - Q: eredmény alapján továbbjutott - q: helyezés alapján továbbjutott - NM: érvényes kísérlet nélkül - X: rontott kísérlet |

### Selejtező
A selejtezőből a döntőbe vagy legalább 17,15 méteres ugrással vagy a legjobb 12 helyezés megszerzésével lehetett jutni.
| H   | Cs                  | Név                           | Nemzet           | Kísérletek | Kísérletek | Kísérletek | Eredmény | Mj |
| H   | Cs                  | Név                           | Nemzet           | 1          | 2          | 3          | Eredmény | Mj |
| --- | ------------------- | ----------------------------- | ---------------- | ---------- | ---------- | ---------- | -------- | -- |
| 1.  | B                   | Jaydon Hibbert                | Jamaica          | 16,99      | 17,70      |            | 17,70    | Q  |
| 2.  | A                   | Csu Ja-ming (Zhu Yaming)      | Kína             | 17,14      | –          | –          | 17,14    | q  |
| 3.  | B                   | Lázaro Martínez               | Kuba             | 16,65      | 16,50      | 17,12      | 17,12    | q  |
| 4.  | A                   | Hugues Fabrice Zango          | Burkina Faso     | 17,12      | –          | –          | 17,12    | q  |
| 5.  | A                   | Cristian Nápoles              | Kuba             | x          | 16,82      | 16,95      | 16,95    | q  |
| 6.  | B                   | Yasser Triki                  | Algéria          | 16,95      | –          | –          | 16,95    | q  |
| 7.  | A                   | Emmanuel Ihemeje              | Olaszország      | 16,91      | 16,54      | –          | 16,91    | q  |
| 8.  | B                   | Fang Jao-csing (Fang Yaoqing) | Kína             | 16,83      | 16,80      | x          | 16,83    | q  |
| 9.  | B                   | Tiago Pereira                 | Portugália       | x          | x          | 16,77      | 16,77    | q  |
| 10. | B                   | Will Claye                    | Egyesült Államok | 16,72      | 16,71      | 16,25      | 16,72    | q  |
| 11. | B                   | Leodan Torrealba              | Venezuela        | 16,72      | x          | 16,54      | 16,72    | q  |
| 12. | A                   | Chris Benard                  | Egyesült Államok | x          | x          | 16,71      | 16,71    | q  |
| 13. | A                   | Tobia Bocchi                  | Olaszország      | 16,20      | 16,18      | 16,66      | 16,66    |    |
| 14. | A                   | Jean-Marc Pontvianne          | Franciaország    | x          | 16,64      | 15,93      | 16,64    |    |
| 15. | A                   | Abdulla Aboobacker            | India            | 16,61      | 16,60      | 16,60      | 16,61    |    |
| 16. | A                   | Necati Er                     | Törökország      | x          | 16,59      | 16,32      | 16,59    |    |
| 17. | B                   | Szu Ven (Su Wen)              | Kína             | x          | x          | 16,59      | 16,59    |    |
| 18. | B                   | Max Heß                       | Németország      | 16,48      | x          | 16,28      | 16,48    |    |
| 19. | A                   | Ikehata Hikaru                | Japán            | 16,00      | 16,40      | 15,99      | 16,40    |    |
| 20. | B                   | Praveen Chithravel            | India            | 16,38      | 16,28      | 16,32      | 16,38    |    |
| 21. | A                   | Almir dos Santos              | Brazília         | 16,16      | 16,09      | 16,34      | 16,34    |    |
| 22. | B                   | Donald Scott                  | Egyesült Államok | x          | 16,33      | 16,30      | 16,33    |    |
| 23. | A                   | Dimítriosz Ciámisz            | Görögország      | 15,99      | 15,95      | 16,22      | 16,22    |    |
| 24. | A                   | Kim Jang-woo                  | Dél-Korea        | 15,89      | 16,19      | 16,21      | 16,21    |    |
| 25. | A                   | Enzo Hodebar                  | Franciaország    | 16,17      | x          | x          | 16,17    |    |
| 26. | B                   | Aaro Davidila                 | Finnország       | x          | 15,64      | 15,81      | 15,81    |    |
| 27. | B                   | Nikólaosz Andrikópulosz       | Görögország      | 15,77      | x          | x          | 15,77    |    |
| 28. | A                   | Luis Reyes                    | Chile            | 15,75      | x          | x          | 15,75    |    |
| 29. | B                   | Eldhose Paul                  | India            | 15,59      | 15,33      | 15,31      | 15,59    |    |
| 30. | B                   | Szenderffy Dániel             | Magyarország     | 15,18      | x          | 15,38      | 15,38    |    |
| 31. | A                   | Andréasz Pandazísz            | Görögország      | x          | 14,67      | x          | 14,67    |    |
|     | A                   | Alexis Copello                | Azerbajdzsán     | x          | x          | –          | NM       |    |
| A   | Julian Konle        | Ausztrália                    | x                | x          | x          | NM         |          |    |
| A   | Jah-Nhai Perinchief | Bermuda                       | x                | r          |            | NM         |          |    |
| A   | Geiner Moreno       | Kolumbia                      | x                | x          | x          | NM         |          |    |
| A   | Pedro Pichardo      | Portugália                    | DNS              | DNS        | DNS        | DNS        | DNS      |    |

### Döntő
| H   | Név                           | Nemzet           | Kísérletek | Kísérletek | Kísérletek | Kísérletek | Kísérletek | Kísérletek | E     | Mj |
| H   | Név                           | Nemzet           | 1          | 2          | 3          | 4          | 5          | 6          | E     | Mj |
| --- | ----------------------------- | ---------------- | ---------- | ---------- | ---------- | ---------- | ---------- | ---------- | ----- | -- |
| 1   | Hugues Fabrice Zango          | Burkina Faso     | 17,37      | x          | 17,28      | 17,36      | 17,64      | x          | 17,64 |    |
| 2   | Lázaro Martínez               | Kuba             | x          | 17,41      | 16,55      | x          | x          | 16,83      | 17,41 |    |
| 3   | Cristian Nápoles              | Kuba             | x          | 17,02      | x          | 17,40      | x          | x          | 17,40 | PB |
| 4.  | Csu Ja-ming (Zhu Yaming)      | Kína             | x          | 17,12      | 16,53      | x          | 17,07      | 17,15      | 17,15 |    |
| 5.  | Yasser Triki                  | Algéria          | 16,96      | 16,98      | 17,01      | x          | 16,63      | x          | 17,01 |    |
| 6.  | Fang Jao-csing (Fang Yaoqing) | Kína             | 16,89      | 17,01      | 16,56      | x          | –          | 15,61      | 17,01 |    |
| 7.  | Will Claye                    | Egyesült Államok | 16,71      | 16,99      | x          | x          | 16,89      | x          | 16,99 | SB |
| 8.  | Emmanuel Ihemeje              | Olaszország      | 16,27      | 16,84      | x          | 16,91      | 16,74      | 16,56      | 16,91 |    |
| 9.  | Chris Benard                  | Egyesült Államok | 16,21      | 16,62      | 16,03      |            |            |            | 16,62 |    |
| 10. | Leodan Torrealba              | Venezuela        | 16,39      | 16,36      | 16,58      |            |            |            | 16,58 |    |
| 11. | Tiago Pereira                 | Portugália       | 16,26      | x          | x          |            |            |            | 16,26 |    |
|     | Jaydon Hibbert                | Jamaica          | x          | –          | –          |            |            |            | NM    |    |